# David Murray (saxofonista)
David Murray (Oakland, 19 de febrero de 1955) es un saxofonista estadounidense de jazz.

## Biografía
David Murray tocaba en la iglesia junto a sus padres,también músicos, y sus dos hermanos. En su época de estudiante, Murray adquirió familiaridad con el mundo del jazz, y fue su contacto con la música de Sonny Rollins lo que inspiró al joven Murray a pasarse del saxo alto al tenor.
Estudia con Bobby Bradford, un trompetista que había formado parte de los grupos de Ornette Coleman, y con 20 años deja el prestigioso Pomona College de Los Ángeles para trasladarse a Nueva York, donde conoce a importantes figuras como Cecil Taylor, Sunny Murray, Anthony Braxton, Oliver Lake, Don Cherry o Lester Bowie, y donde forma un trío de free jazz con Stanley Crouch -un escritor que a veces tocaba la batería con Murray- y el bajista Mark Dresser.
La reputación de Murray como improvisador crece rápidamente, y a partir de 1976 comienza a editar sus propios álbumes en trío, al tiempo que forma el World Saxophone Quartet (originalmente con Oliver Lake, Hamiet Bluiett y Julius Hemphill) y ensambla una big band a su nombre que recibe buenas críticas y de la que extrae una formación en octeto que se revela como una plataforma ideal para sus ambiciones como compositor.
Durante la década de los 70 Murray colabora con músicos como Jerry Garcia, Max Roach, Randy Weston o Elvin Jones, y durante la década siguiente el músico continúa trabajando con distintas formaciones del World Saxophone Quartet, con su octeto, y con otras formaciones menores, grabando un buen número de discos para el sello italiano Black Saint. La actividad de estudio de Murray se vuelve desde entonces, y hasta el momento, frenética, grabando innumerables discos para un enorme número de sellos diferentes durante los 80 y los 90.
David Murray ha recibido numerosos premios a lo largo de su carrera, entre los que destaca un Grammy en 1989 y diversas nominaciones. Además se han registrado dos documentales sobre su vida: "Speaking in Tongues", de 1982 y "Jazzman", nominada en el Baltimore Film Festival de 1989.

## Valoración y estilo
Con más de 130 discos en su haber, David Murray es uno de los saxofonistas más importantes en la escena del jazz de vanguardia contemporáneo. Su abundante obra mantiene un elevado y consistente nivel de calidad y enlaza la tradición jazzistica con la modernidad, abriendo las puertas del futuro del jazz con una visión enriquecedora del mismo. Como compositor aparece perfectamente asimilado en su obra el espíritu de Duke Ellington o Charles Mingus, mientras que como saxofonista combina la robustez del sonido de Ben Webster con la energía de Paul Gonsalves. Heredero inicialmente del estilo abstracto y expresionista de músicos del movimiento free como Albert Ayler o Archie Shepp, Murray derivó más tarde hacia un estilo más convencional, tocando standards con cuartetos tradicionales. A pesar de ello, la lectura que ofrece Murray de la tradición jazzística difiere abiertamente de la interpretación de otros saxofonistas bop de su generación, exhibiendo una técnica de improvisación absolutamente única: aunque versado en la teoría tradicional, Murray rara vez se adhiere a la estructura estándar del tema, sino que adapta las técnicas expresivas del free jazz (glissandos, respiración circular, ritmos ambiguos, pasajes en el registro altissimo...) con buenos resultados. Cuando improvisa sobre un tema, Murray, como Eric Dolphy antes que él, no sólo pasa por los intervalos al uso (tónicas, terceras, quintas o séptimas), sino que rellena los espacios con notas fuera de armonía que, de hecho, deberían no resolver la frase adecuadamente, pero que lo hacen por la convicción que Murray pone en su ejecución. La audacia de su concepto, la pasión de su ataque y la espontaneidad de sus frases hacen de los conceptos correcto y equivocado nociones totalmente irrelevantes en la música de Murray.

## Discografía

### Solo
- Conceptual Saxophone (Cadillac, 1978)
- Sur-real Saxophone (Horo, 1978)
- Organic Saxophone (Palm, 1978)
- Solo Live (Cecma, 1980)

### Dúo
- Solomons Sons (Circle Records (Alemania, 1976) con James Newton.
- Sketches of Tokyo (DIW, 1985) con John Hicks.
- In Our Style (DIW, 1986) con Jack DeJohnette.
- TThe Healers (Black Saint/Soul Note|Black Saint, 1987) con Randy Weston.
- Golden Sea (Sound Aspects, 1989) con Kahil El'Zabar.
- Daybreak (Gazell, 1989) con Dave Burrell.
- In Concert (Victo, 1991) con Dave Burrell.
- Real Deal (DIW, 1991) con Milford Graves.
- Ugly Beauty (Evidence, 1993) con Donald Fox.
- Windward Passages (Black Saint, 1993) con Dave Burrell.
- Blue Monk (Enja, 1995) con Aki Takase.
- Valencia (Sound Hills, 1997) con Aki Takase.
- We Is: Live at the Bop Shop (Delmark, 2000) con Kahil El'Zabar.

### Trío
- Low Class Conspiracy (Adelphi, 1976)
- Live at Peace Church (Danola, 1976)
- 3D Family (Hat Hut, 1978)
- Sweet Lovely (Black Saint, 1980)
- The Hill (Black Saint, 1986)
- Acoustic Octfunk (Sound Hills, 1993)

### Cuarteto
- Flowers for Albert: The Complete Concert (India Navigation, 1976)
- Live at the Lower Manhattan Ocean Club (India Navigation, 1978)
- Let the Music Take You (Marge, 1978)
- Last of the Hipmen (Red, 1978)
- Interboogieology (Black Saint, 1978)
- MMorning Song (Black Saint, 1983)
- I Want to Talk About You (Black Saint, 1986).
- Recording N.Y.C. 1986 (DIW, 1986)
- The People's Choice (Cecma, 1987)
- Ballads (DIW, 1988)
- Deep River (DIW, 1988)
- Spirituals (DIW, 1988)
- Ming's Samba (Portrait/CBS, 1988)
- Lovers (DIW, 1988)
- Tenors (DIW, 1988)
- Lucky Four (Tutu, 1988)
- Special Quartet (DIW/Columbia, 1990)
- Shakill's Warrior (DIW/Columbia, 1991)
- Fast Life (DIW/Columbia, 1991)
- Ballads for Bass Clarinet (DIW, 1991)
- A Sanctuary Within (Black Saint, 1991)
- Body and Soul (Black Saint, 1993)
- Jazzosaurus Rex (Red Baron, 1993)
- Saxmen (Red Baron/Sony, 1993)
- For Aunt Louise (DIW, 1993)
- Love and Sorrow (DIW, 1993)
- Shakill's II (DIW, 1993)
- Flowers Around Cleveland (Bleu Regard, 1995)
- Long Goodbye: A Tribute to Don Pullen (DIW, 1996)
- Seasons (Pow Wow, 1999)
- Like a Kiss that Never Ends (Justin Time, 2001)
- Sacred Ground (Justin Time, 2007)
- Live in Berlin (2008)

### Quinteto
- Penthouse Jazz (Circle, 1977) - un tema reeditado como parte de Flowers for Albert (West Wind)
- Holy Siege on Intrigue (Circle, 1977) - reeditado como parte de  Flowers for Albert (West Wind)
- The London Concert (Cadillac, 1978)
- Children (Black Saint, 1984)
- Remembrances (DIW, 1990)
- David Murray/James Newton Quintet (DIW, 1991)
- Black & Black (Red Baron, 1991)
- Death of a Sideman (DIW, 1991)
- MX (Red Baron/Sony, 1992)
- David Murray Quintet (DIW, 1994)

### Octeto
- Ming (Black Saint, 1980)
- Home (Black Saint, 1981)
- Murray's Steps (Black Saint, 1982)
- New Life (Black Saint, 1985)
- Hope Scope (Black Saint, 1987)
- Picasso (DIW, 1992)
- Dark Star: The Music of the Grateful Dead (Astor Place, 1996)
- Octet Plays Trane (Justin Time, 1999)

### Big Band
- Live at Sweet Basil Volume 1 (Black Saint, 1984)
- Live at Sweet Basil Volume 2 (Black Saint, 1984)
- David Murray Big Band (DIW/Columbia, 1991)
- South of the Border (DIW, 1993)
- Now is Another Time (Justin Time, 2003)

### Otros
- TThe Jazzpar Prize (Enja, 1991) con Pierre Dørge's New Jungle Orchestra
- The Tip (DIW, 1994)
- Jug-A-Lug (DIW, 1994)
- Fo Deuk Revue (Justin Time, 1996)
- Creole (Justin Time, 1997)
- Speaking in Tongues (Justin Time, 1997)
- Yonn-Dé (Justin Time, 2001)
- Gwotet (Justin Time, 2003)

### Con TheWorld Saxophone Quartet
| Título                                  |  | Año  |  | Sello                              |
| --------------------------------------- |  | ---- |  | ---------------------------------- |
| Point of No Return                      |  | 1977 |  | Moers Music                        |
| Steppin' conthe World Saxophone Quartet |  | 1979 |  | Black Saint/Soul Note\|Black Saint |
| W.S.Q.                                  |  | 1981 |  | Black Saint                        |
| Revue                                   |  | 1982 |  | Black Saint                        |
| Live in Zurich                          |  | 1984 |  | Black Saint                        |
| Live at Brooklyn Academy of Music       |  | 1986 |  | Black Saint                        |
| Plays Duke Ellington                    |  | 1986 |  | Nonesuch Records\|Nonesuch         |
| Dances and Ballads                      |  | 1987 |  | Nonesuch                           |
| Rhythm and Blues                        |  | 1989 |  | Elektra/Musician                   |
| Metamorphosis                           |  | 1991 |  | Nonesuch                           |
| Moving Right Along                      |  | 1993 |  | Black Saint                        |
| Breath of Life                          |  | 1994 |  | Nonesuch                           |
| Four Now                                |  | 1996 |  | Justin Time                        |
| Takin' It 2 the Next Level              |  | 1996 |  | Justin Time                        |
| Selim Sivad: a Tribute to Miles Davis   |  | 1998 |  | Justin Time                        |
| Requiem for Julius                      |  | 2000 |  | Justin Time                        |
| 25th Anniversary: The New Chapter       |  | 2001 |  | Justin Time                        |
| Steppenwolf                             |  | 2002 |  | Justin Time                        |
| Experience                              |  | 2004 |  | Justin Time                        |
| Political Blues                         |  | 2006 |  | Justin Time                        |

### Con TheMusic Revelation Ensemble
- 1987: No Wave (Moers)
- 1988: Music Revelation Ensemble (DIW)
- 1990: Elec. Jazz (DIW)
- 1991: After Dark (DIW)

### Comosideman
- 1975: Ted Daniel - In the Beginning (Altura Music)
- 1976: Michael Gregory Jackson - Clarity (Bija)
- 1979: Sunny Murray - Live at Moers Festival (Moers Music)
- 1980: James Blood Ulmer - Are You Glad to Be in America? (Artists House)
- 1980: Amiri Baraka - New Music New Poetry (India Navigation)
- 1980: Jack DeJohnette- Special Edition (ECM)
- 1981: James Blood Ulmer - Free Lancing (CBS)
- 1981: Billy Bang -  Outline No. 12 (OAO)
- 1983: Conjure - Music for the Texts of Ishmael Reed (American Clave)
- 1984: Jack DeJohnette- Album Album (ECM)
- 1984: Clarinet Summit - In Concert at the Public Theatre (India Navigation)
- 1987: Clarinet Summit- Southern Bells (Black Saint)
- 1987: McCoy Tyner - Blues for Coltrane (Impulse!)
- 1989: Cold Sweat - Cold Sweat Plays J.B. (JMT)
- 1989: Ralph Peterson - Presents the Fo'tet (Blue Note)
- 1990: Bobby Battle Quartet with David Murray - The Offering (Mapleshade)
- 1990: The Bob Thiele Collective - Sunrise Sunset (Red Baron)
- 1991: Teresa Brewer - Softly I Sing (Red Baron)
- 1991: McCoy Tyner - 44th Street Suite (Red Baron)
- 1994: D.D. Jackson - Peace Song (Justin Time)
- 1995: African Love Supreme - Ode to the Living Tree (Venus)
- 1995: Jim Nolet - With You (KFW)
- 1995: Kansas City Soundtrack (Verve)
- 1995: Ozay - Antiquated Love (Sagen)
- 1996: Jon Jang Sextet - Two Flowers on a Stem (Soul Note)
- 1996: D. D. Jackson - Paired Down (Jusin Time)